# São Salvador do Mundo (concelho de Cabo Verde)
| São Salvador do Mundo Concelho de São Salvador do Mundo |                                 |
| \| \| \| \| (Bandeira) \| (Brasão) \|                   |                                 |
| Localização de São Salvador do Mundo                    |                                 |
| Gentílico                                               |                                 |
| Ilha                                                    | Santiago                        |
| Sede                                                    | Vila de Picos                   |
| Freguesias                                              | São Salvador do Mundo           |
| Área                                                    | 31 km²                          |
| População                                               | 8677                            |
| Fundação                                                | 2005 por .                      |
| Dia do Município                                        | 19 de julho                     |
| Cód. CGN-CV                                             | 72?                             |
| Cód. ISO                                                | CV-CA?                          |
| Website                                                 | http://www.cmssm.cv/            |
| Bandeira de São Salvador do Mundo                       | Brasão de São Salvador do Mundo |
| (Bandeira)                                              | (Brasão)                        |

São Salvador do Mundo é um concelho da ilha de Santiago, em Cabo Verde. A sede é a vila de Picos. É constituído apenas por uma freguesia, com a mesma designação.
O Dia do Município é 19 de julho.
Desde 2008, o município da São Salvador do Mundo é governado pelo Partido Africano para a Independência de Cabo Verde .

## Estabelecimentos
- Aboboreiro (pop: 532)
- Achada Leitão (pop: 1,160)
- Babosa (pop: 183)
- Burbur (pop: 131)
- Covão Grande (pop: 478)
- Degredo (pop: 148)
- Djéu (pop: 90)
- Faveta (pop: 247)
- Jalalo Ramos (pop: 239)
- Junco (pop: 266)
- Leitão Grande (pop: 927)
- Leitãozinho (pop: 460)
- Manhanga (pop: 177)
- Mato Fortes (pop: 179)
- Mato Limão (pop: 134)
- Pico Freire (pop: 546)
- Picos (Achada Igreja) (pop: 986)
- Picos Acima (pop: 1,489)
- Pico Vermelho
- Purgueira (pop: 217)
- Rebelo Acima (pop: 54)

## História
Foi criado em 2005, quando uma freguesia do antigo Concelho de Santa Catarina foi separada para formar o Concelho de São Salvador do Mundo.

Durante um período de transição, o município foi governado pela chamada Comissão instaladora. A 18 de Maio de 2008 foram eleitos os primeiros líderes municipais, João Baptista Pereira para presidente da câmara, e Pedro Brito para presidente da assembleia. 

## Demografia
| População de São Salvador do Mundo (concelho de Cabo Verde) (1940–2010) | População de São Salvador do Mundo (concelho de Cabo Verde) (1940–2010) | População de São Salvador do Mundo (concelho de Cabo Verde) (1940–2010) | População de São Salvador do Mundo (concelho de Cabo Verde) (1940–2010) | População de São Salvador do Mundo (concelho de Cabo Verde) (1940–2010) | População de São Salvador do Mundo (concelho de Cabo Verde) (1940–2010) | População de São Salvador do Mundo (concelho de Cabo Verde) (1940–2010) | População de São Salvador do Mundo (concelho de Cabo Verde) (1940–2010) |
| ----------------------------------------------------------------------- | ----------------------------------------------------------------------- | ----------------------------------------------------------------------- | ----------------------------------------------------------------------- | ----------------------------------------------------------------------- | ----------------------------------------------------------------------- | ----------------------------------------------------------------------- | ----------------------------------------------------------------------- |
| 1940                                                                    | 1950                                                                    | 1960                                                                    | 1970                                                                    | 1980                                                                    | 1990                                                                    | 2000                                                                    | 2010                                                                    |
| —                                                                       | —                                                                       | —                                                                       | —                                                                       | 8315                                                                    | 9130                                                                    | 9172                                                                    | 8677                                                                    |